# Diga di Käppelistutz
La diga di Käppelistutz è una diga di terra a gravità che si trova nel Canton Nidvaldo nel comune di Wolfenschiessen. La diga raggiunge i 18 metri di altezza, il coronamento si sviluppa per 51 metri di lunghezza e il bacino idrico può contenere 3.000 metri cubi d'acqua, con uno sfioratore della capacità di 130 metri cubi al secondo.